# تيموثي لورنس
تيموثي لورنس (بالإنجليزية: Timothy Laurence)‏ هو ضابط بريطاني، ولد في 1 مارس 1955 في Camberwell ‏ في المملكة المتحدة وهو زوج الأميرة آن ابنة الملكة إليزابيث الثانية .

## وصلات خارجية
- تيموثي لورنس على موقع IMDb (الإنجليزية)